# Stian Arnesen
Stian Arnesen, noto anche con gli pseudonimi Nagash o Lex Icon (7 maggio 1978), è un cantante e polistrumentista norvegese.
Suona chitarra, basso, batteria e tastiere.

## Biografia
Ha iniziato a scrivere musica nel 1992 con Fafnir e Glaurung per un progetto chiamato Troll. Fafnir e Glaurung presto lasciarono la band, ma Nagash continuò il progetto Troll da solo, suonando chitarra e tastiera. Volendo stare in una band e "esprimere se stesso sotto ogni punto di vista", fondò i Covenant insieme a Blackheart (Psy-Coma) nel 1993. Dopo aver pubblicato due album, sono stati costretti a cambiare nome in "The Kovenant", a causa dell'omonimia col gruppo svedese dei Covenant.
Una volta fattosi una buona reputazione nell'ambiente black metal, Nagash fu reclutato per suonare il basso per i Dimmu Borgir nel 1996. Nel 1999 lasciò la band per concentrarsi sui suoi Covenant. Allo stesso tempo, cambiò nome d'arte in "Lex Icon" per riflettere la direzione artistica che i The Kovenant avevano preso.
Nel 2004, con il cantante dei Dimmu Borgir Shagrath, formò una rock band chiamata Chrome Division, in cui egli suonava la batteria. Successivamente, uscì dalla band per unirsi ai Crowhead.
Inoltre fu anche coinvolto, come batterista, nei Nocturnal Breed sotto il nome di "Rick Hellraiser" e nei Carpe Tenebrum come vocalist.